# Jehoschua Benveniste
Jehoschua Raphael ben Israel Benveniste (* um 1590; † um 1665) war ein jüdischer Gelehrter in der  Türkei, bekannt vor allem wegen seines ausführlichen Kommentars zu den halachischen Teilen von 18 Traktaten des palästinischen Talmuds.

## Schriften
- Ozne Yehoshua – gescannte Version als PDF-Datei
- Sedeh Yehoshua (1662 edition) – gescannte Version als PDF-Datei
- Sedeh Yehoshua (1749 edition) – gescannte Version als PDF-Datei
- Shaar Yehoshua – gescannte Version als PDF-Datei